# Amadi (nome yoruba)
Amadi  è un nome proprio di persona yoruba maschile.

## Origine e diffusione
Significa "sembrava destinato a morire alla nascita" in yoruba.

## Onomastico
È un nome adespota, cioè privo di santo patrono; l'onomastico può essere festeggiato il 1º novembre, per la ricorrenza di Ognissanti.